# Arthur Chandler
Pour les articles homonymes, voir Chandler.
Arthur Clarence Hillier Chandler (né le 27 novembre 1895 à Paddington dans le Grand Londres et mort le 18 juin 1984 à Leicester dans le Leicestershire) est un joueur de football anglais qui évoluait au poste de milieu de terrain et d'attaquant.

## Palmarès
Leicester City
- Championnat d'Angleterre :
  - Vice-champion : 1928-29.

- Championnat d'Angleterre D2 :
  - Meilleur buteur : 1924-25 (33 buts).